# Robert A. Frosch

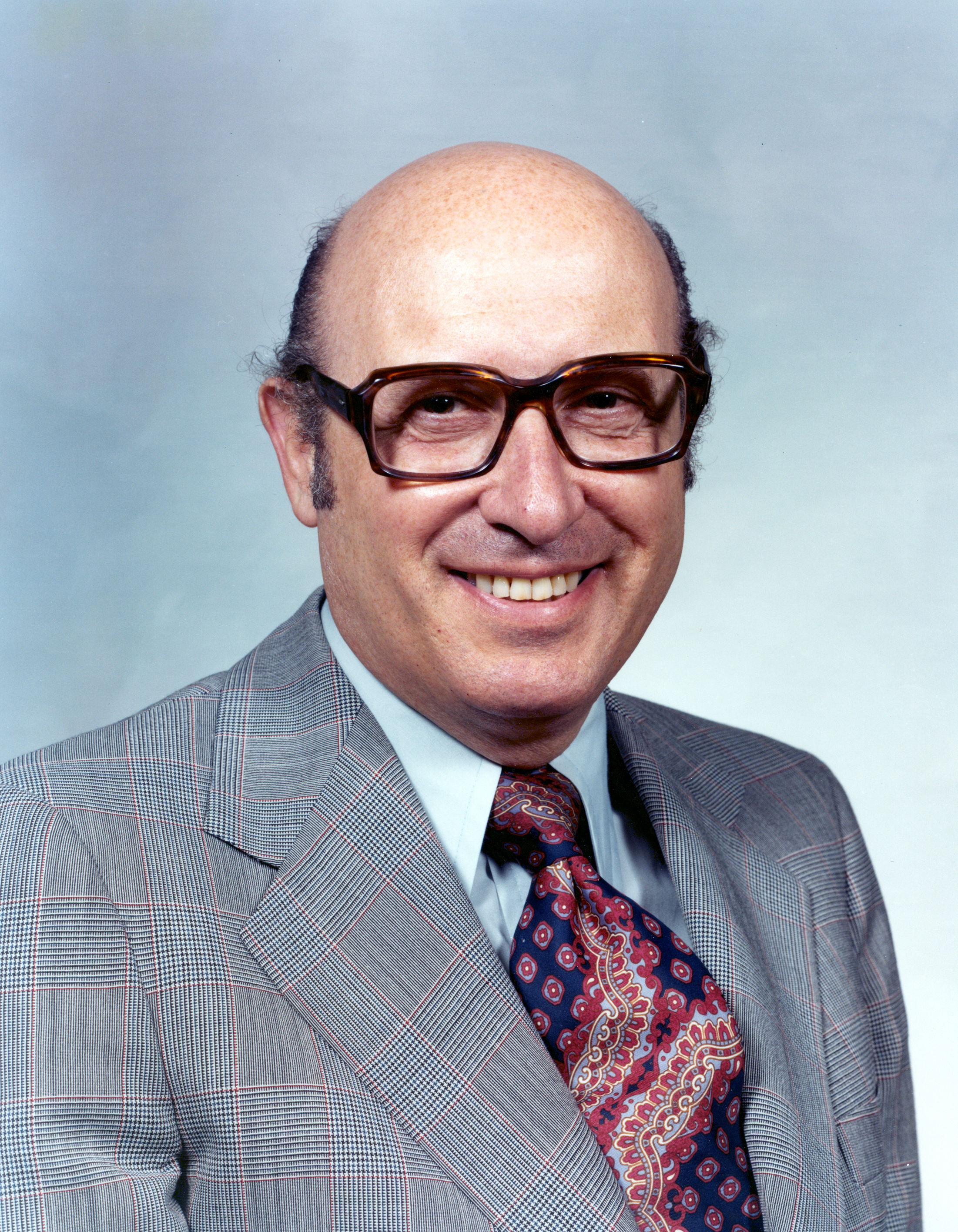
Robert A. Frosch

Robert Alan Frosch (* 22. Mai 1928 in New York City; † 30. Dezember 2020) war ein US-amerikanischer Wissenschaftler und in der Zeit von Juni 1977 bis Januar 1981 fünfter Administrator der NASA. Während dieser Zeit wurde die Entwicklung des Space Shuttles abgeschlossen; die Approach and Landing Tests der Enterprise waren einer der größten Meilenstein zu diesem Projekt.
Nach dem Wechsel der US-Regierung 1981 verließ er die NASA, um bei General Motors als Vice President for Research Laboratories zur Entwicklung neuer Technologien beizutragen. Ab 1993 war er Senior Research Fellow in der John F. Kennedy School of Government an der Harvard University.
Zu Beginn der 1970er Jahre war Frosch in der Forschungs- und Entwicklungsabteilung der United States Navy tätig. In Anerkennung dessen trägt seit 1973 der Mount Frosch in der Antarktis seinen Namen.
1971 wurde Frosch in die National Academy of Engineering gewählt, 1990 in die American Academy of Arts and Sciences.
2010 erhielt Frosch den George E. Pake Prize der American Physical Society.